# Seagate Technology
A Seagate Technology (NASDAQ: STX) é um fabricante norte-americano de discos rígidos e unidades de fita, fundada em 1979 e com sede em Scotts Valley, California. A companhia está registrada nas Ilhas Cayman.
Seus discos rígidos são usados em uma enorme variedade de computadores, desde servidores, desktops e notebooks a outros dispositivos de consumo, tais como PVRs, o console Xbox da Microsoft e a linha Creative Zen de reprodutores de áudio digital.
Segundo pesquisas, a Seagate é a maior fabricante de discos rígidos de computador para o mundo e a mais antiga fabricante independente ainda no negócio.

## História

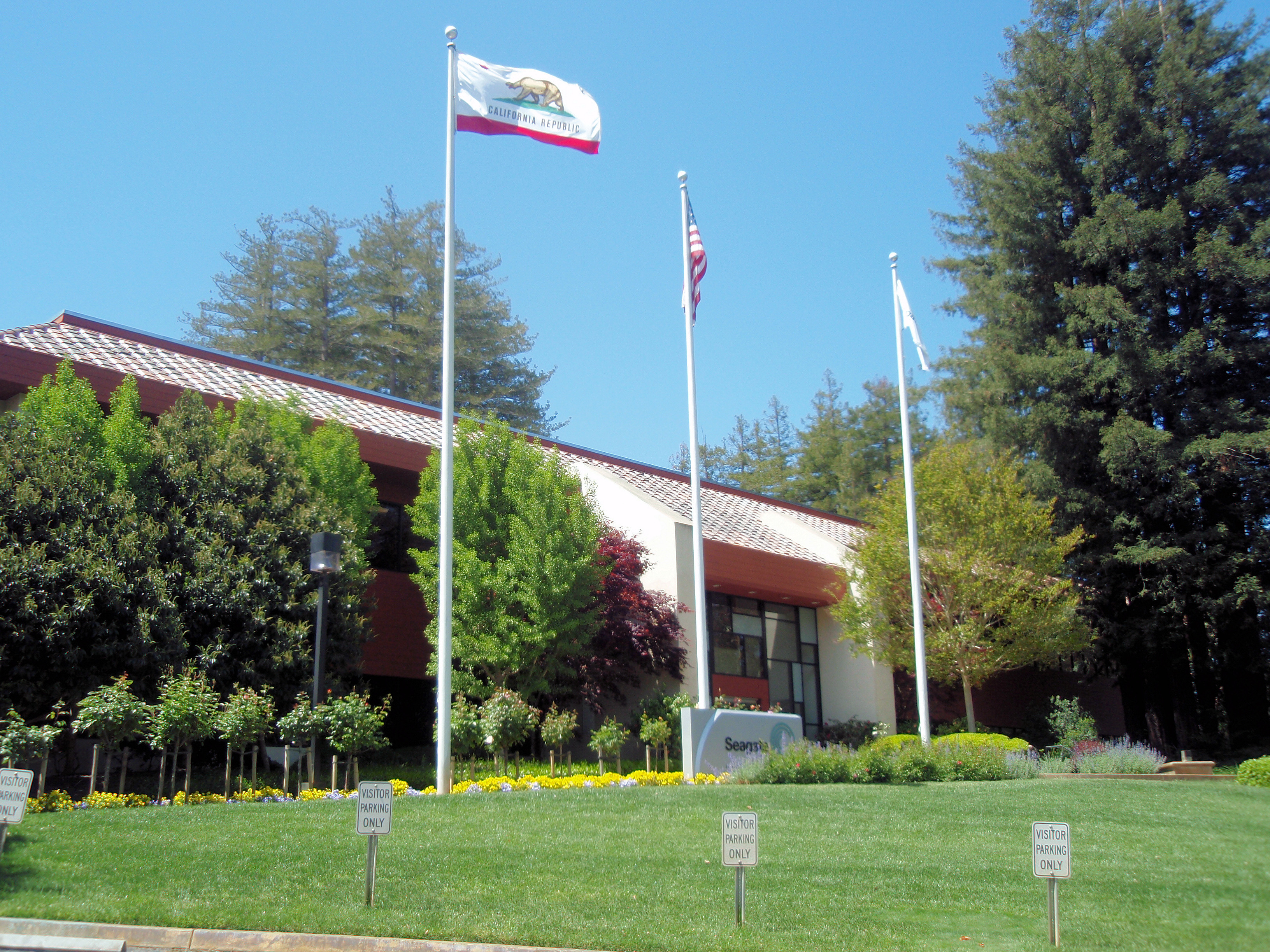
Sede central da Seagate em Scotts Valley, California.

A Seagate Technology foi fundada por Alan Shugart (depois do ano sabático que se seguiu após a sua demissão da Shugart Associates) e por Finis Conner.
Seu primeiro produto, lançado em 1980, foi o ST-506, o primeiro disco rígido que combinava com o form factor de 5,25 polegadas da (por enquanto famosa) unidade Mini-Drive de Disquete Shugart.
A unidade foi um sucesso que se seguiu ao lançamento de uma versão de 10 MB, o ST-412.
Ao longo dos anos 1980, a Seagate vendeu principalmente unidades simples derivadas (e melhoradas), do modelo original do ST-506.
As unidades ST-225 20 MB e 40 MB ST-251 foram os best-sellers do momento, mas também lançaram unidades mais rápidas do que as que usavam a tecnologia Voice Coil.
Devido a isso, os discos rígidos da Seagate foram considerados baratos e não confiáveis, uma reputação não de todo merecida pelo uso de motores passo-a-passo para posicionar a cabeça dos discos ST-225 e ST-251.
No entanto, os discos da Seagate tiveram melhores estimativas do que os da concorrência, principalmente os MiniScribe, Microscience, Rodime, Tandon e Kalok.
No início de 1990, a Seagate cria o ST351A/X, uma unidade estranha de 40 MB que pode ser executada usando o barramento ISA. Este é o último produto deste tipo, onde a empresa finalmente abandona os projetos que utilizam motores de passo.
Finis Conner deixou a Seagate no início de 1985. Após uma tentativa sem sucesso de iniciar seu próprio negócio e uma breve passagem como CEO do CMI, fundou, em 1986, a Conner Peripherals, que inicialmente era especializada em unidades de pequeno form factor para laptops.
A Conner Peripherals também entrou no mercado de drivers de fita com a compra da Archive Corporation. Depois de dez anos por conta própria, a Conner foi fundida com a Seagate em 1996.
Em 1989, a Seagate entrou no mercado de drivers de alta performance com a divisão de armazenamento MPI/Imprimis Control Data. Isto deu-lhe acesso à patentes CDC para a produção de discos e permitia-lhe usar a tecnologia Voice Coil, assim como os primeiros discos a 5.400 RPM do mercado (CDC Elite Series).
No ano de 1992, a Seagate apresenta o Barracuda, o primeiro disco rígido comercial com uma velocidade de 7.200 RPM. Este foi seguido pelo modelo Cheetah (a primeira unidade a 10.000 RPM) lançado em 1996 e o X15 (15.000 RPM), em 2000.
Eles também apresentaram a série Medalist Pro 7200, as primeiras unidades ATA a 7.200 RPM, em 1997. Em 2005, começou a comercializar os discos rígidos de bolso.
Os HDs da Seagate tem a maior densidade (número de bits armazenados por polegada quadrada) de armazenamento na superfície dos discos da indústria e amplia essa supremacia tecnológica tornando as unidades cada vez mais rápidas.
Em 21 de dezembro de 2005, a Seagate confirmou a aquisição da marca rival de discos rígidos, Maxtor. Este acordo para a compra de todas as ações está avaliado em 1,9 bilhão de dólares.
As empresas alegam que a operação representou um aumento de 10 para 20% no lucro por ação após o primeiro ano completo de operações conjuntas. A Seagate afirma que a nova empresa vai economizar cerca de US$ 300 milhões em despesas operacionais após completar o primeiro ano de integração. A operação foi concluída em Maio de 2006.

### Marcos relevantes
- 1980: Seagate constrói o primeiro disco rígido comercial de 5.25 polegadas.
- 1986: Cofundadador da Seagate, Finis Conner deixou a empresa e fundou a rival Conner Peripherals.
- 1992: Compra registros da divisão Control Data Corporation.
- Novembro de 1992: Seagate lança primeiro disco 7200 RPM.
- 1996: Conner Peripherals foi fundida com a Seagate.
- Outubro de 1997: Seagate lança a primeira interface de disco Fibre Channel.
- Março de 1998: Seagate produz a sua milhonésima cabeça magnética de gravação.
- Abril de 1999: Seagate vendeu sua unidade de disco número 250.000.000.
- 2005: No início do ano a Seagate lança disco rígido de bolso de 5 GB baseado no Seagate ST1.
- Junho de 2005: Seagate anuncia as unidades com criptografia de disco via hardware completo.
- 21 de dezembro de 2005: Seagate anuncia a aquisição da rival Maxtor EUA por US$ 1,9 bilhão.
- 2006: Em 9 de janeiro a Seagate é chamada de "Empresa do Ano" 2006 pela revista Forbes.
- 16 de janeiro de 2006: a Seagate começou a vender seus discos de 2,5 polegadas, primeiro com tecnologia de gravação perpendicular, o Momentus 5400.3.
- 24 de abril de 2006: Seagate anuncia a aquisição da ActionFront Data Recovery Labs
- 26 de abril de 2006: Seagate lança um disco rígido de 750GB, a primeira unidade de uso doméstico com tecnologia de gravação perpendicular de 3,5 polegadas.
- 18 de maio de 2006: Seagate conclui a aquisição da Maxtor.[2]
- 12 de dezembro de 2006: Alan Shugart, co-fundador da Seagate Technology, morre aos 76 anos de idade.
- 4 de janeiro de 2007: A Seagate anuncia ao mundo o terceiro disco de 1 TB.
- Março de 2007: A Seagate se torna o primeiro fabricante a vender discos rígidos para notebooks com a nova tecnologia de encriptação total.

## Estrutura
Em 2000 a empresa foi retirada da bolsa de valores por um grupo de investimento formado por executivos da Seagate, Silver Lake Partners e Texas Pacific Group. Aproveitando uma fusão/divisão da Veritas Software, a Veritas se fundiu com a Seagate e o grupo de investidores da gigante dos discos compraram a empresa resultante.
A Veritas foi então lançada de volta à bolsa, ganhando direito sobre a divisão Seagate Software Network and Storage Management Group (com produtos como o Backup Exec), bem como ações da Seagate SanDisk e Dragon Systems.
A Seagate Software Information Management Group foi renomeada para Crystal Decisions em maio de 2001. A Seagate voltou à bolsa em dezembro de 2002 sob o símbolo "STX" na NYSE.

### Seagate Research
Seagate Research, divisão de Pesquisa e Desenvolvimento da Seagate Technology, foi fundada em agosto de 1998 em Pittsburgh (Pensilvânia).
Em 11 de setembro de 2006, ganhou o Seagate Technology Design Award por sua "tecnologia de gravação para discos rígidos que aumenta drasticamente a quantidade de informações que podem ser armazenados em um único disco."

## Produtos
Desktop HDDs

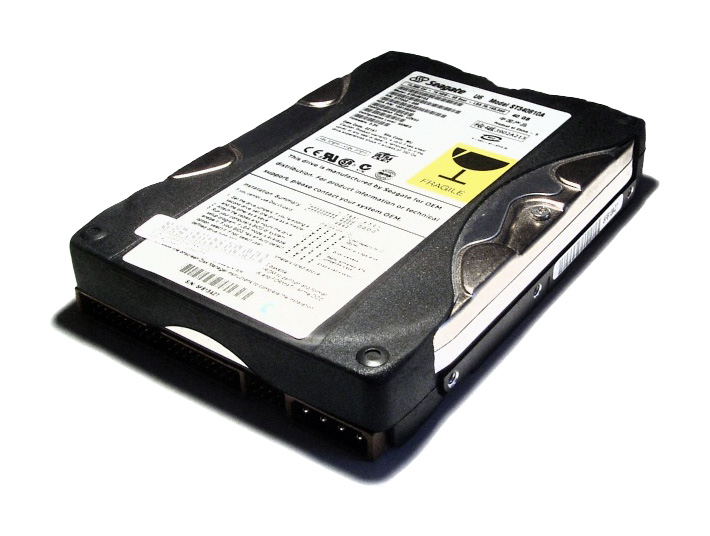
Disco rígido da Seagate.

- Barracuda®, a partir de 80 GB até 2 TB de capacidade com conexões SATA ou ATA, com a tecnologia de gravação perpendicular.
- Interno de 3,5 polegadas, conexões SATA 7200 RPM ou ATA.
- DiamondMax ® 7200 RPM, 40-320 GB de capacidade, conexões SATA ou ATA

Laptop Hard Drives
- Momentus ® 30-160 GB
- Maxtor MobileMax ® ™ 5400 RPM, de 40 a 80 GB, interface ATA
- Notebook Interno

Server HDDs
- Savvio ®
- Cheetah ®
- Barracuda ES ®

Discos Rígidos Externos
- FreeAgent ™
- ProFreeAgent Desktop ™

Discos Rígidos Portáteis
- FreeAgent Go ™
- Expansion ™

Discos rígidos para usos diversos
- Da Série DB35
- ST1 ™ Series
- SV35 Series ™
- LD25.2 ™ Series
- Series ™ EE25
- Lyrion ™
- Seagate DAVE

## Concorrentes
- Fujitsu
- Hitachi GST
- Maxtor - Inteiramente adquirida pela Seagate.
- Samsung - Toda a divisão de HDs foi adquirida pela Seagate em 2011.
- Western Digital
- Quantum Corp
- Toshiba